# Segretario al Commercio degli Stati Uniti d'America
Il Segretario al Commercio degli Stati Uniti d'America è il capo del Dipartimento del Commercio degli Stati Uniti d'America. Fino al 1913 esisteva un titolo che unificava due dipartimenti con a capo il  Segretario del Commercio e del Lavoro; in seguito venne scisso in due, l'altro venne chiamato Dipartimento del Lavoro degli Stati Uniti d'America con a capo il Segretario del Lavoro degli Stati Uniti d'America.

## Elenco
| #  | Segretario     | Segretario              | Home State           | Mandato           | Mandato           | Presidente                              |
| #  | Segretario     | Segretario              | Home State           | Inizio            | Fine              | Presidente                              |
| -- | -------------- | ----------------------- | -------------------- | ----------------- | ----------------- | --------------------------------------- |
| 1  |                | William C. Redfield     | New York             | 5 marzo 1913      | 31 ottobre 1919   | Woodrow Wilson                          |
| 2  |                | Joshua W. Alexander     | Missouri             | 16 dicembre 1919  | 4 marzo 1921      | Woodrow Wilson                          |
| 3  |                | Herbert Hoover          | California           | 5 marzo 1921      | 21 agosto 1928    | Warren Gamaliel Harding Calvin Coolidge |
| 4  |                | William F. Whiting      | Massachusetts        | 22 agosto 1928    | 4 marzo 1929      | Calvin Coolidge                         |
| 5  |                | Robert P. Lamont        | Illinois             | 5 marzo 1929      | 7 agosto 1932     | Herbert Hoover                          |
| 6  |                | Roy D. Chapin           | Michigan             | 8 agosto 1932     | 3 marzo 1933      | Herbert Hoover                          |
| 7  |                | Daniel C. Roper         | Carolina del Sud     | 4 marzo 1933      | 23 dicembre 1938  | Franklin Roosevelt                      |
| 8  |                | Harry Hopkins           | New York             | 24 dicembre 1938  | 18 settembre 1940 | Franklin Roosevelt                      |
| 9  |                | Jesse H. Jones          | Texas                | 19 settembre 1940 | 1º marzo 1945     | Franklin Roosevelt                      |
| 10 |                | Henry A. Wallace        | Iowa                 | 2 marzo 1945      | 20 settembre 1946 | Franklin Roosevelt Harry S. Truman      |
| 11 |                | W. Averell Harriman     | New York             | 7 ottobre 1946    | 22 aprile 1948    | Harry S. Truman                         |
| 12 |                | Charles W. Sawyer       | Ohio                 | 6 maggio 1948     | 20 gennaio 1953   | Harry S. Truman                         |
| 13 |                | Sinclair Weeks          | Massachusetts        | 21 gennaio 1953   | 10 novembre 1958  | Dwight D. Eisenhower                    |
| -  |                | Lewis Strauss           | Virginia Occidentale | 13 novembre 1958  | 30 giugno 1959    | Dwight D. Eisenhower                    |
| 14 |                | Frederick H. Mueller    | Michigan             | 30 giugno 1959    | 19 gennaio 1961   | Dwight D. Eisenhower                    |
| 15 |                | Luther H. Hodges        | Carolina del Nord    | 21 gennaio 1961   | 15 gennaio 1965   | John F. Kennedy                         |
| 16 |                | John T. Connor          | New Jersey           | 18 gennaio 1965   | 31 gennaio 1967   | Lyndon Johnson                          |
| 17 |                | Alexander Trowbridge    | New York             | 31 gennaio 1967   | 14 giugno 1967    | Lyndon Johnson                          |
| 18 |                | C. R. Smith             | New York             | 6 marzo 1968      | 19 gennaio 1969   | Lyndon Johnson                          |
| 19 |                | Maurice Stans           | New York             | 21 gennaio 1969   | 15 febbraio 1972  | Richard Nixon                           |
| 20 |                | Peter George Peterson   | Illinois             | 29 febbraio 1972  | 1º febbraio 1973  | Richard Nixon                           |
| 21 |                | Frederick B. Dent       | Carolina del Sud     | 2 febbraio 1973   | 26 marzo 1975     | Richard Nixon Gerald Ford               |
| 22 |                | Rogers Morton           | Maryland             | 1º maggio 1975    | 2 febbraio 1976   | Gerald Ford                             |
| 23 |                | Elliot Richardson       | Massachusetts        | 2 febbraio 1976   | 20 gennaio 1977   | Gerald Ford                             |
| 24 |                | Juanita M. Kreps        | Carolina del Nord    | 23 gennaio 1977   | 31 ottobre 1979   | Jimmy Carter                            |
| -  |                | Luther H. Hodges, Jr.   | Carolina del Nord    | 31 ottobre 1979   | 9 gennaio 1980    | Jimmy Carter                            |
| 25 |                | Philip Klutznick        | Illinois             | 9 gennaio 1980    | 19 gennaio 1981   | Jimmy Carter                            |
| 26 |                | Howard M. Baldrige, Jr. | Connecticut          | 20 gennaio 1981   | 25 luglio 1987    | Ronald Reagan                           |
| -  |                | Bud Brown               | Ohio                 | 25 luglio 1987    | 19 ottobre 1987   | Ronald Reagan                           |
| 27 |                | William Verity Jr.      | Ohio                 | 19 ottobre 1987   | 30 gennaio 1989   | Ronald Reagan                           |
| 28 |                | Robert Mosbacher        | Texas                | 31 gennaio 1989   | 15 gennaio 1992   | George H. W. Bush                       |
| -  |                | Rockwell A. Schnabel    |                      | 15 gennaio 1992   | 27 febbraio 1992  | George H. W. Bush                       |
| 29 |                | Barbara Franklin        | Pennsylvania         | 27 febbraio 1992  | 20 gennaio 1993   | George H. W. Bush                       |
| 30 |                | Ron Brown               | New York             | 22 gennaio 1993   | 3 aprile 1996     | Bill Clinton                            |
| 31 |                | Mickey Kantor           | California           | 12 aprile 1996    | 21 gennaio 1997   | Bill Clinton                            |
| 32 |                | William M. Daley        | Illinois             | 30 gennaio 1997   | 19 luglio 2000    | Bill Clinton                            |
| -  |                | Robert L. Mallett       |                      | 19 luglio 2000    | 21 luglio 2000    | Bill Clinton                            |
| 33 |                | Norman Mineta           | California           | 21 luglio 2000    | 19 gennaio 2001   | Bill Clinton                            |
| 34 |                | Donald Evans            | Texas                | 20 gennaio 2001   | 7 febbraio 2005   | George W. Bush                          |
| 35 |                | Carlos Gutierrez        | Florida              | 7 febbraio 2005   | 20 gennaio 2009   | George W. Bush                          |
| -  |                | Otto J. Wolff           |                      | 20 gennaio 2009   | 26 marzo 2009     | Barack Obama                            |
| 36 |                | Gary Locke              | Washington           | 26 marzo 2009     | 1º agosto 2011    | Barack Obama                            |
| -  |                | Rebecca Blank           | Minnesota            | 1º agosto 2011    | 21 ottobre 2011   | Barack Obama                            |
| 37 |                | John Bryson             | New York             | 21 ottobre 2011   | 11 giugno 2012    | Barack Obama                            |
| -  |                | Rebecca Blank           | Minnesota            | 11 giugno 2012    | 1º giugno 2013    | Barack Obama                            |
| -  |                | Cameron Kerry           | Massachusetts        | 1º giugno 2013    | 26 giugno 2013    | Barack Obama                            |
| 38 |                | Penny Pritzker          | Illinois             | 26 giugno 2013    | 20 gennaio 2017   | Barack Obama                            |
| -  | carica vacante | carica vacante          | carica vacante       | 20 gennaio 2017   | 28 febbraio 2017  | Donald Trump                            |
| 39 |                | Wilbur Ross             | Florida              | 28 febbraio 2017  | 20 gennaio 2021   | Donald Trump                            |
| -  |                | Wynn Coggins            | Virginia             | 20 gennaio 2021   | 2 marzo 2021      | Joe Biden                               |
| 40 |                | Gina Raimondo           | Rhode Island         | 2 marzo 2021      | 20 gennaio 2025   | Joe Biden                               |
| -  |                | Jeremy Pelter           | Maryland             | 20 gennaio 2025   | 21 febbraio 2025  | Donald Trump                            |
| 41 |                | Howard Lutnick          | New York             | 21 febbraio 2025  | in carica         | Donald Trump                            |